# Törökország világörökségi helyszínei
Törökország területéről eddig huszonegy helyszín került fel a világörökségi listára, hetvenkilenc helyszín a javaslati listán várakozik a felvételre.
| | Isztambul történelmi negyedei |
| 1985, kisebb módosítás: 2017 |                               |
| Kulturális (I)(II)(III)(IV) |                               |
| Védett terület: 765,5 ha,Hivatkozás: 356 |                               |
| Isztambul két kontinens találkozásánál épült, a Bizánci Birodalom és az Oszmán Birodalom fővárosa volt. A világörökség részét alkotó terület négy, a város történelmének fő szakaszait reprezentáló övezetet foglal magába, a nyugati városrésznek otthont adó félsziget csücskén elhelyezkedő Régészeti Parkot, a Szulejmán negyedet, a Zeyrek negyedet, valamint a bástyák övezetét. Az építészeti örökség legfontosabb emlékei Nagy Konstantin császár hippodroma, a Justinianus idejéből származó ma már múzeumként működő Hagia Szophia-templom, a 17. században épült Ahmed szultán-mecset (a „Kék mecset”), a Topkapı palota, a Szulejmán-mecset (16. század közepe), a Szokollu Mehmed Pasa-mecset (1572), a Hagia Eirene-templom (740 után), a Yerebatan Szeráj ciszternája, A Chora-templom, a Valens vízvezeték (378), a Pantokratór-monostor (12. század) és a városfalak. Ezek az épületek, köztük főleg a Hagia Szophia-templom és a mecsetek évszázadokon keresztül nagy hatást gyakoroltak Európa és Ázsia építészetére. A II. Theodosius császár utasítására 447-ben emelt, több mint 6 kilométer hosszú városfal a katonai építészet első számú referenciája volt. |                               |

| | Göreme Nemzeti Park és Kappadókia sziklatemplomai |
| 1985 |                                                   |
| Vegyes (I)(III)(V)(VII) |                                                   |
| Védett terület:9 883,81 ha, hivatkozás: 357 |                                                   |
| A kappadókiai Nevsehír tartományban található tornyokra, piramisokra és számos más geometriai formára hasonlító tufaképződményeket vulkáni tevékenység alakította ki, de jelenlegi formájukat eróziós folyamatoknak köszönhetik. A területen a szerzetesi tevékenység kezdete a 4. századra tehető. A 6. századtól kezdve föld alatti városok épültek, ezenkívül a keresztények számos barlangot használtak menedékként az arab üldözések elől. A bizánci időkben a képrombolások korában már komoly szerzetesi élet folyt a környéken, több száz kápolnát alakítottak ki a sziklákban és ezek egy részét visszafogottan használt jelképekkel, leggyakrabban faragott, vagy festett keresztekkel díszítették. A képrombolás után (842) kialakított templomokat már élénk színű, figuratív festményekkel díszítették. A legjelentősebb templomok a 10. századi Tokali Kilinse, és az El Nazar Kilise, a 11. századra datált Barbara Kilise és a Sakli Kilise, valamint a 12. század végén és a 13. század elején kialakított El Mali Kilise és a Karanlik Kilise. |                                                   |

| | Divriği nagymecset és kórház |
| 1985 |                              |
| Kulturális (I)(IV) |                              |
| Védett terület: 2 016 ha, hivatkozás: 358 |                              |
| Divriği a közép-anatóliai Sivas tartományban fekszik és már a korai iszlám időkben is fontos település volt. Többször arab fennhatóság alá került és a Bizánci Birodalom ellen folytatott hadjáratok egyik kiindulópontjává vált. 872-ben egy sikertelen hadjárat után a győztes bizánciak lerombolták a várost. 1071-ben a Nagyszeldzsuk Birodalom része lett. Ezután a kereskedelmi útvonalak kiépülésével a város befolyása és gazdagsága egyre nőtt. A nagymecsetet Ahmed sah parancsára emelték 1228 és 1229 között. Az időjárási viszonyok miatt nincs belső udvara és oszlopos folyosói, sem fedetlen medencéje, hanem az összes szertartás fedett helyen történik. Bejáratát gazdag kőfaragás díszíti, ami ellentétben áll a mecset egyszerű díszítetlen belső falaival. Az épületet bonyolult technikával kialakított boltozatokkal fedték le. Közvetlenül a mecset mellett a sah feleségének kezdeményezésére építették fel a kórházat. Az egymást kiegészítő épületeket ugyanaz az építész tervezte. |                              |

| | Hattuszasz |
| 1986 |            |
| Kulturális (I)(II)(III)(IV) |            |
| Védett terület: 268,46 ha, hivatkozás: 377 |            |
| A Hettita Birodalom egykori fővárosának, Hattuszasznak romterülete a mai Boğazkale közelében található. Hattuszasz egy hegyes, völgyekkel és vízfolyásokkal tagolt vidéken épült egy még korábbi település helyére. Ma látható épületeinek nagy része az i. e. 14. és 13. században épült. A település négy nagyobb részre osztható: Büyükkale és a rajta épült citadella, Felsőváros, Alsóváros és a Büyükkaya-hegy. A város legnagyobb kiterjedését az i. e. 14. és az i. e. 13. század között érte el. Az ásatások során a Felsővárosban számos templomépületet azonosítottak, ahonnan nagy mennyiségű ékírásos dokumentum került elő. Az ásatások során öt réteget tártak fel. A Felsővárost déli oldalról egy tornyokkal tagolt városfal védte, ezekbe építették a híres kapukat, az Oroszlános kaput, a Király kapuját és a Szfinxek kapuját. Az Alsóvárosban – melyet szintén egy fal vett körül – tárták fel a város legnagyobb épületét, az 1. vagy Nagy templomot. |            |

| | A Nemrut-hegy |
| 1987 |               |
| Kulturális (I)(III)(IV) |               |
| Védett terület: 11 ha, hivatkozás: 448 |               |
| Antiochus Teos a ma Délkelet-Törökországhoz tartozó Taurosz-hegységben emelkedő Nemrut-hegyet választotta temetkezési helyéül. Antiochus i. e. 69 és i. e. 36 között uralkodott Nagy Sándor széthullott birodalmának egyik kis utódállamában, Kommagénében. A hegycsúcsot szakrális hellyé nyilvánította, hogy ezzel önmagát is élő istenné tegye. A hegy csúcsát egy kúp alakú mesterséges teraszokkal körbevett sírdomb uralja. A műemlékegyüttes kialakítása a hellenisztikus kor egyik legnagyobb vállalkozása lehetett. Az uralkodó sírdombja körül három teraszt alakítottak ki, az északi terasz bejáratát oroszlánok és sasok szobrai őrzik, a keleti és a nyugati terasz egyfajta szabadtéri templomként funkcionált. A keleti teraszon egy sorban öt kolosszális méretű (7 méter magas) istenség ülő alakja látható. A megmaradt monumentális kőfejeken görög és perzsa hatások ismerhetők fel. A nyugati terasz szinte teljesen elpusztult, de feltételezhető, hogy a keleti tükörképe volt. |               |

| | Xanthos – Letoon |
| 1988 |                  |
| Kulturális (II)(III) |                  |
| Védett terület: 126,4 ha, puffer zóna: 63,4 ha, hivatkozás: 484 |                  |
| Xanthosz a perzsák által i. e. 545-ben elfoglalt Lükia egyik központja volt, romjait egy brit felfedező, Charles Fellows tárta fel a 19. században. Az óváros területén lükiai, hellenisztikus, római és bizánci épületmaradványokat azonosítottak. A fellegvár az i. e. 7. századból származik. Római korból származó amfiteátruma i. sz. 150-ben épült egy lükiai nekropolisz területére, amelynek síroszlopai 5 méternél is magasabbak voltak. Az itteni temetkezési helyszíneken világosan felismerhető a hellén befolyás, a feliratok pedig nélkülözhetetlenek a lükiai nép történetének rekonstruálásához és a nyelvük megfejtéséhez. A város körül számos, az i. e. 6. és i. e. 5. századból származó síremléket tártak fel. Ezek közül említésre méltó az Oroszlános-, a Hárpia- és a Nereida-sír. A Letooni-szentélyt Létónak, Apollón és Artemisz anyjának ajánlották, aki a mitológia szerint gyermekei születése után érkezett a területre. A helyszínen néhány műemléknek csak a másolata látható (például a Hárpia-sírnak), mert Fellows a leletek nagy részét Nagy Britanniába szállította. |                  |

| | Hierapolisz – Pamukkale |
| 1988 |                         |
| Vegyes (III)(IV)(VII) |                         |
| Védett terület: 1177 ha, hivatkozás: 485 |                         |
| Pamukkale kalcium-hidrogén-karbonátban és a szén-dioxidban gazdag meleg vizű forrásait már a ókorban hasznosították. Az i. e. 2. században Pergamon az Attalidák dinasztiájához tartozó uralkodói a források mellett megalapították Hierapolisz városát. Bár a települést elsősorban erődnek szánták kezdettől fogva fürdői is voltak, amik körül hamarosan lakónegyedek épültek ki. A vizek gyógyászati értékét az idők során lerakódott oldott anyagból kialakult medencékben hasznosították. A terápiákat a helyi hagyományokkal kapcsolatos vallásos szertartásokkal egészítették ki. A nagy mésztartalmú víz fontos szerepet játszott a gyapjú mosásában és festésében is. A területen a fürdő mellett templomok és más görög épületek romjai állnak. I. e. 129-ben római fennhatóság alá került, Asia provincia része lett, és a nagyszámú anatóliai, görög, makedón, és római betelepülő miatt virágzó kozmopolita várossá vált. A keresztény időkből a katedrális, ókeresztény kápolnák és egy keresztelőkápolna maradványait tárták fel. |                         |

| | Safranbolu |
| 1994 |            |
| Kulturális (II)(IV)(V) |            |
| Védett terület: 193 ha, hivatkozás: 614 |            |
| Safranbolu a „sáfrány városa” az Isfendiyar-hegységben egy sziklás hegycsúcson épült. Nevét a város körülvevő sáfránnyal beültetett földekről kapta. Négy különálló kerületből áll, a város központjában található Piac-utcából, a Kiranköy-negyedből, a Baglarból, valamint a modern lakónegyedekből. A 13. századtól az Európát a Kaukázussal összekötő karavánutak egyik fontos állomása volt, és a kereskedelemben betöltött fontos szerepét egészen a 20. századik sikerült megőriznie, amikor a modern vasútvonalak megépítésekor jelentősége lecsökkent. Legjelentősebb épületei 1320 körül épültek, ezek közé tartozik a fürdő, a Szulejmán pasa-mecset és a régi mecset. A műemlékek környékén számos félig fából készült, késő oszmán kori lakóház maradt fenn. 17. századi virágkorában a város építészete az Oszmán Birodalom területének jelentős részén hatott a városfejlesztésekre. Ebből a korból maradt fenn a hatvanszobás Cinci Hotel (1640-48), a Köprülü-mecset (1661), és a Let pasa-mecset (1796). |            |

| | Trója |
| 1998 |       |
| Kulturális (II)(III)(VI) |       |
| Védett terület: 158 ha, hivatkozás: 849 |       |
| Trója a világ egyik legismertebb régészeti lelőhelye. A város stratégiailag fontos helyen a Dardanellák közelében épült. 1822-ben fedezte fel Charles McLaren skót újságíró, majd 1870 és 1880 között Heinrich Schliemann vezetésével hét fázisban végeztek ásatásokat a területen. A feltárások során Trója legfőbb korszakából kilenc egymásra épült települést tártak fel. A legkorábbi feltárt rétegek i. e. 3000 körül épültek, amikor a város egyszerre volt erőd, főváros és uralkodói székhely. Az ásatások során előkerült leletek bizonyítják hogy i. e. 13. vagy az i. e. 12. században a spártaiak és az akhájok megostromolták a várost, így valószínűsíthető, hogy a trójai háború valóban megtörtént. Trója III. és IV. rétege egy jellegzetes ókori erődvárost mutat, ami palotákból, a kormányzáshoz szükséges épületekből, egy citadellából és egy szintén megerősített alsóvárosból állt. A település i. e. 85-ben római fennhatóság alá került, majd Konstantinápoly megalapítása után hamarosan elnéptelenedett. |       |

| | Szelim-mecset |
| 2011 |               |
| Kulturális (I)(IV) |               |
| Védett terület: 2,5 ha, puffer zóna: 37,5 ha, hivatkozás: 1366 |               |
| Szelim-mecsetet, Szinán egyik kései alkotását, életművének egyik legkiemelkedőbb darabját 1574-ben fejezték be. A 190 X 130 méteres területen elhelyezkedő mecsetet II. Szelim megrendelésére építették. Központi termét 43 méter magas, 31 méter átmérőjű kupolával fedték le. A belső teret az átlókon fekvő négy félkupola, valamint a főkupoláig felnyúló boltozatos architektúra még szélesebbé teszi, ezt a hatást az ablaksorokon beáramló fény is növeli. A négy karcsú minaret 71 méter magas, ami minden iszlám imatornyot felülmúl. A vékony minaretek éles ellentétben állnak a monumentális főkupolával. A kupola nyolcszögben elrendezett pilléreken nyugszik, amelyek kívül toronyszerűen végződnek és a magas kupoladob sarkait jelzik. Az udvar alaprajza megegyezik az imacsarnokéval, és egy kupolás oszlopcsarnok szegélyezi. A belső teret csempékkel díszítették, egészen a márvány imafülke magasságáig. A szövegdíszítéseket egy isztambuli kalligráfus készítette a szultán utasításai alapján, a mihráb falain látható virágmotívumokat izniki csempével rakták ki. |               |

| | Çatalhöyük |
| 2012 |            |
| Kulturális (III)(IV) |            |
| Védett terület: 37 ha, puffer zóna: 110,74 ha, hivatkozás: 1405 |            |
| Çatalhüyük Konyától 40 kilométerre délkeleti irányban helyezkedik el. Nemcsak azért fontos régészeti helyszín mert az eddig feltárt legnagyobb kiterjedésű neolitikus lelőhely, hanem azért is, mert a leletek páratlanul jó állapotban maradtak meg. A várost az i. e. 7. évezred végétől az i. e. 6. évezred elejéig lakták. Két településhalomból áll, a keleti, korábbi halom 13 hektár területet foglal el és 17,5 méterrel emelkedik ki környezetéből. Neolitikus rétegei 15 méter vastagok. A lelőhelynek eddig csak néhány százalékát tárták fel, a feltételezések szerint az eddig vizsgált rétegek alatt még korábbiak is lehetnek. A város lakosságának nagy része földműveléssel és állattenyésztéssel foglalkozott, azonban a nagyszámú feltárt leletből kiderül, hogy számos kézműves is élt a településen. A feltárt tárgyak egy része importált (például obszidián, ami 160 kilométeres távolságból került oda), ez bizonyítja, hogy a kereskedelem is fontos szerepet játszott a gazdasági életben. Az ásatások során számos szokatlan díszítésű épületet tártak fel, amelyek feltehetően szentélyek lehettek. A házak szorosan egymás mellé épültek elválasztó utcák nélkül, így a helyiségeket a tetőn vágott nyíláson keresztül, létrán közelítették meg. |            |

| | Bursa és Cumalıkızık |
| 2014 |                      |
| Kulturális (I)(II)(IV)(VI) |                      |
| Védett terület: 27,46 ha, puffer zóna: 249,26 ha, hivatkozás: 1452 |                      |
| Bursa A Törökország északnyugati részén elterülő Bursát i. e. 200 körül alapított I. Prusziasz Bithünia királya. Több mint száz év bithüniai uralom után IV. Nikomédész idejében, i. e. 78-ban a Római Birodalom részévé vált. Később évszázadokon keresztül bizánci fennhatóság alatt állt. A város az oszmán szultánok alatt élte fénykorát, amikor a birodalom egyik központja lett. 1326 és 1365 között a birodalom fővárosa volt és miután Edirne lett az új főváros Bursa a birodalom adminisztratív központja maradt és továbbra is jelentős befolyással rendelkezett. Az első hat oszmán szultán uralkodása alatt 127 mecsetet, 34 medreszét 25 fogadót 37 közfürdőt és 14 közkonyhát építettek a városban. Cumalıkızık falu 10 kilométerre Bursától található a Uludag-hegy lábánál. A települést az oszmánok alapították és logisztikai központ szerepét töltötte be Bursa ostrománál. Napjainkra a falu már egybeépült Bursa egyik külső kerületével. A falu legfőbb jellegzetessége 270 oszmán kori lakóháza, amelyek túlnyomó többsége restaurálás alatt áll. |                      |

| | Pergamon |
| 2014 |          |
| Kulturális (I)(II)(III)(IV)(VI) |          |
| Védett terület: 332,5 ha, puffer zóna: 476,9 ha, hivatkozás: 1457 |          |
| Pergamon fennmaradt műemlékei a hellenisztikus, római a bizánci és az oszmán korhoz köthetőek. A várost perzsa és Lükiai uralom után i. e. 333-ban Nagy Sándor hadserege foglalta el. Ezután a hellenisztikus világ egyik legjelentősebb gazdasági és kulturális központjává fejlődött. A pergamoni akropolisz épületeit az i. sz. 2 században emelték. A bizánci időkből származó épületekhez felhasználták az akkor már romos állapotban lévő római kori épületek alkotóelemeit is. A felsőváros, az Akropolisz 300 méteres magasságban terül el ez volt a település legkorábban lakott része. Itt állt Athéné temploma, Dionüszosz temploma, Zeusz oltára, egy 10 000 fős, a domboldalban kialakított színház, valamint paloták és a lakónegyedek. A város délnyugati részében az Aszklépiosz-szentély, a város gyógyító központját az i. e. 4. században alakították ki és az i. sz. 4 századig használatban volt. Az Aszklépion-körzetben három templom, fürdőmedencék, egy 3500 fős színház (Anatólia első római színháza) és egy körtemplom maradványai láthatók. |          |

| | Diyarbakır citadellája és a Hevsel-kertek |
| 2015 |                                           |
| Kulturális (IV) |                                           |
| Védett terület: 521,23 ha, puffer zóna: 131,72 ha hivatkozás: 1488 |                                           |
| A Törökország délkeleti részén fekvő Diyarbakir citadellája és városfalai a 100 méteres magasságban terülnek el a Tigris folyó völgyében. Az erődítményre azért volt szükség, mert a település nem rendelkezik természetes védelemmel. A várost körülvevő falakat eredetileg a rómaiak építették az i. sz. 3. században, miután a települést elfoglalták a szászánidáktól. A jelenleg látható fekete, bazaltból épített 6 kilométer hosszú városfal a bizánci időkből származik. A 11. század végén, miután a város szeldzsuk fennhatóság alá került a falakat megerősítették. A 72 bástyával tagolt városfal magassága 10 és 12 méter, vastagsága 3 és 5 méter között váltakozik. A bástyák közül a Hét Testvér bástya 1208-ban épült. A várost négy kapun, a Harputi, a Yenikapi, a Mardini és az Urfai kapun keresztül lehet megközelíteni. A kapukat feliratokkal és domborművekkel díszítették. Az óváros mecsetei, templomai és udvarházai közül a legfontosabb épület a iszlám világ egyik szent helyének tartott Nagymecset a 11. század végéről, a Kasim Padisah-dzsámi és a 16. századi Behram Pasa-dzsámi. |                                           |

| | Epheszosz |
| 2015 |           |
| Kulturális (III)(IV)(VI) |           |
| Védett terület: 662,62 ha, puffer zóna: 1 246,3 ha, hivatkozás: 1018 |           |
| Epheszosz, Iónia legfontosabb metropolisza egy görög polisz volt Kis-Ázsia nyugati partvidékén. A Nyugatot a Kelettel összekötő egyik fontos kereskedelmi útvonal mellett feküdt. Fénykorában, az i. sz. 1. században lakosainak száma elérte a félmilliót. A terület már a neolitikum idején, az i. e. 7. évezredtől lakott volt. Az ásatások során mükénéi korból származó leleteket tártak fel, és a települést a hettita források is említik. Később attikai iónok foglalták el és az i. e. 7. században felépült az első Artemisznek szentelt templom. A hellenisztikus korban a régió leggazdagabb településévé vált. I. e. 190-ben római fennhatóság alá került, majd 395-ben a Bizánci Birodalomhoz csatolták. A 7. századtól kezdve elvesztette jelentőségét, a 11. századra falu méretűvé zsugorodott, és a 15. századra teljesen elnéptelenedett. A 20. század második felétől jelentős turistalátványossággá vált. Efeszosz épületei a leégett Artemisz-templom kivételével általában jó állapotban maradtak fenn, köztük Celsus könyvtára (2. század), az odeon (2. század), a piactér és a bazilika, Hadrianus temploma (2. század), a függő házak, a 24000 fő befogadására képes színház (1. század) és az Arkadiana út. |           |

| | Ani régészeti lelőhelyei |
| 2016 |                          |
| Kulturális (II)(III)(IV) |                          |
| Védett terület: 250,7 ha, puffer zóna: 432,45 ha, hivatkozás: 1518 |                          |
| Ani (örményül: Անի) a középkori Örményország fővárosa volt, amelynek romjai ma Törökország Kars tartományában találhatók közvetlenül az örmény határ mellett, 1400 méteres magasságban. Az egykori város menti szurdokban folyik az Araks (más változat szerint: Araksz, törökül: Aras) folyóba ömlő Arpaçay patak, amely a határt képezi. A legkorábbi lakosokról csak kevés utalás maradt fent, de az feltételezhető, hogy a település Urartu fennhatósága alatt állt az i. e. 1. évezred első felében. Római és perzsa uralom után a város az örmények kezére került, akik az i. sz. 5. században egy citadellát emeltek a területen. A 7. század közepén arabok foglalták el, majd ismét örmény fennhatóság alá került. A 10. század közepén megépült a második védvonal, és a város a 11. század elején politikai, kulturális és vallási központtá fejlődött. 1045-ben a Bizánci Birodalom részévé vált, majd az 1239-es mongol pusztítás után elvesztette jelentőségét. Ani legfontosabb épületei a 10. században épült katedrális, a geometrikus mintákkal díszített 11. század elejére datálható Apostolok-templom, a Szent György-templom, vízvezetékek, fürdők, raktárépületek, hidak és utak. |                          |

| | Aphrodisias régészeti helyszíne |
| 2017 |                                 |
| Kulturális (I)(III)(IV)(VI) |                                 |
| Védett terület: 152,25 ha, puffer zóna: 1 040,57 ha, hivatkozás: 1519 |                                 |
| Az Égei-tengertől százötven kilométerre fekvő Aphrodisias Törökország római és görög periódusához köthető egyik legfontosabb régészeti lelőhelye. A település az i. e. 2. századtól az i. sz. 6. századig virágzott. Az előkerült pénzérmék és feliratok alapján valószínűsíthető, hogy a város az i. e. 2. században alapították. Az i. e. 1. század végén a Római Birodalom része lett, és a 4. században a térség fővárosává vált. A jelenleg látható épületmaradványok túlnyomó többsége az i. sz. 1 századra datálható. A legfontosabb feltárt épületek közé tartozik a ma is álló Aphrodité-templom, a boulenterion, a római császárok szentélykörzete, és a város kozmopolita jellegét bizonyító zsinagóga, rajta egy felirattal az adományozók listájával. A szentélykörzet egyike a római korral foglalkozó régészet legfontosabb lelőhelyeinek, köszönhetően a majdnem kétszáz, a császári család tagjait ábrázoló életnagyságú domborműnek. Figyelemre méltó még a színház, a Hadrianus korabeli fürdő, és a harmincezer néző befogadására alkalmas stadion. Ezenkívül számos magas művészi színvonalú márványszobrot is feltártak. |                                 |

| | Göbekli Tepe |
| 2018 |              |
| Kulturális (I)(II)(IV) |              |
| Védett terület: 126 ha, puffer zóna: 461 ha, hivatkozás: 1572 |              |
| Göbekli Tepe régészeti helyszíne Törökország délkeleti részén fekszik. Itt tárták fel a jelenleg ismert legkorábbi templom maradványait. A lelőhely megközelítőleg 800 méteres tengerszint feletti magasságban fekszik és egy 300 x 300 méteres területet foglal el, ahonnan számos, a neolitikum idejéből származó lelet került elő. A helyszínt 1963-ban fedezték fel, de egészen 1994-ig nem ismerték fel jelentőségét. Az ásatások jelenleg is folynak a Német Régészeti Intézet közreműködésével. Az körülbelül i. e. 10000-re datálható hely nem lakóterület, hanem egy kultuszközpont volt, és egyben találkozóhely is. Körülbelül húsz ovális, vagy kerek 30 méteres átmérőt is elérő struktúrából áll, ebből eddig hatot tártak fel. A kerek struktúrák közepén szabadon álló 5 méteres mészkőoszlopok álltak, a falak mellé kisebb oszlopokat helyeztek el. Az oszlopokra absztrakt mintákat és állatfigurákat faragtak. A kultuszhelyet később építőik földdel töltötték fel és elhagyták. Ez a lelőhely bizonyítja, hogy építőik már 12000 évvel ezelőtt is fejlett, szervezett társadalomban éltek, ami előfeltétele egy ilyen volumenű építkezésnek. |              |

| | Arslantepe |
| 2021 |            |
| Kulturális (III) |            |
| Védett terület: 4,85 ha, puffer zóna: 74,07 ha, hivatkozás: 1622 |            |
| Arslantepe egy harminc méter magas régészeti helyszín, úgynevezett tell az Eufrátesz folyótól 12 kilométerre délnyugatra. A hely az i. e. 6. évezredtől a késő római időkig volt lakott. A korai Uruk kor legkorábbi rétegei vályogból épült házaival az i. e. 4. évezred első felére datálhatók. A hely egyik virágkorát a késő rézkorban élte, ekkor központi épülete egy palotakomplexum volt. Jelentős régészeti anyag került elő a korai bronzkorból is, ennek a periódusnak meghatározó eleme egy királyi síremlékegyüttes. A későbbi rétegek a korai asszír, hettita és későhettita korból származnak. A helyszínen végigkövethető a folyamat ami lehetővé tette a közel-keleti államszervezet kialakulását, és egy kifinomult bürokratikus rendszer felépítését még az írás használata előtti időkben. Jelentősek a helyszínen talált fémtárgyak is, köztük az eddig ismert legrégebbi kardokkal. Ezek a szervezett harcmodor kezdeteire utalhatnak, ami az elit kiváltsága lehetett, akik fegyvereiket új, politikai hatalmuk jelképeinek tekinthették. |            |

| | Gordion |
| 2023 |         |
| Kulturális (III) |         |
| Védett terület: 1 064 ha, puffer zóna: 4 430 ha, hivatkozás: 1669 |         |
| Gordion Közép-Anatóliában fekszik, a fővárostól, Ankarától hetven kilométerre délkeleti irányban. A helyszín a korai bronzkortól, az i. e. 3. évezredtől a középkorig, körülbelül a 12-13. századig lakott volt. Fénykorát az i. e. 12. század után élte, amikor Phrügia kulturális és politikai központja volt. A prhügiai kultúra egészen az i. e. 4. századik komoly hatást gyakorolt a térségre, egészen Nagy Sándor koráig, aki i. e. 333 foglalta el a várost. A régészeti feltárások 1900-ban kezdődtek, majd hosszú kihagyás után 1950-ben folytatódtak egészen 1973-ig. A következő szakasz 1988-tól 2005-ig tartott és a tervek szerint 2013-tól folytatódik. A város központja egy 13 hektáros területen fekszik és 16 méter magasra emelkedik ki környezetéből. A legfontosabb feltárt műemlék az i. e. 9. századra datálható vaskori citadella belsejében udvarokkal és megaron jellegű épületekkel. A citadella nagy része i. e. 800 körül leégett, azután nagyobb méretben újjáépítették, és egészen Nagy Sándor hódításáig erődként használták. Gordion városközpontjának közelében mintegy 150 halomsírt azonosítottak. A feltárt sírok az i. e. 9. század és az i. e. 2. század közé datálhatók. Leghíresebb köztük Midasz király i. e. 740 körüli 53 méter magas feltételezett sírja. |         |

| | Anatólia középkori oszlopcsarnokos mecsetei |
| 2023 |                                             |
| Kulturális (II)(IV) |                                             |
| Védett terület: 0,61 ha, puffer zóna: 36,66 ha, hivatkozás: 1694 |                                             |
| A több részből álló helyszínhez öt, a 13. század vége és a 14. század közepe között épült mecset tartozik. Mindegyik épület a mai Törökország más-más tartományában helyezkedik el. A megszokottól eltérő szerkezetű mecsetek egy külső falazatból valamint a belső térben felállított, a tetőt és a lapos mennyezetet tartó párhuzamos oszlopsorokból állnak. A mecsetek a rendkívül magas színvonalon kifaragott tartószerkezetükről, díszítőelemeikről és faragott berendezési tárgyaikról nevezetesek. |                                             |

## Elhelyezkedésük
Törökország világörökségi helyszínei